# Яновська Лідія Марківна
Яновська Лідія Марківна (рос. Яновская Лидия Марковна) (15 жовтня 1926 , Київ  — 29 грудня 2011 , Лод, Центральний округ ) — російський, український та ізраїльський літературознавець, текстолог. Перший дослідник творчості Іллі Ільфа і Євгена Петрова та Михайла Булгакова.

## Основні наукові здобутки
Народилася 1926 у місті Києві.
Автор численних публікацій, які вперше вводили в літературу твори, документи, факти життя і творчості Іллі Ільфа і Євгена Петрова (в 1950-ті — 60-ті рр.) та Михайла Булгакова (в 1970-ті — 80-ті рр.).
Лідія Яновська є автором книг: «Чому ви пишете смішно? Про І. Ільфа і Є. Петрова, їхнє життя та їхній гумор» (Почему вы пишете смешно? Об И. Ильфе и Е. Петрове, их жизни и их юморе) (Москва, 1963; 2-ге вид.: 1969); «Творчий шлях Михайла Булгакова» (Творческий путь Михаила Булгакова) (Москва, 1983; Будапешт, 1987); «Трикутник Воланда» (Треугольник Воланда) (Київ, 1992); «Записки про Михайла Булгакова» (Записки о Михаиле Булгакове) (Тель-Авів, 1997; 2-ге вид.: Москва, 2002; 3-тє вид.: Москва, 2007).
У числі текстологічних робіт: перше повне видання «Записних книжок» Іллі Ільфа (Москва, 1961), вперше відновлені тексти роману «Біла гвардія» і повісті «Собаче серце» Михайла Булгакова (Київ, 1989), вперше відновлений автентичний текст роману «Майстер і Маргарита» М. Булгакова (Київ, 1989; Москва, 1990), упорядкування й підготовка до видання «Щоденника Олени Булгакової» (Дневник Елены Булгаковой) (Москва, 1990).
Готуючи текстологічно вивірене видання роману М.  Булгакова «Біла гвардія», Лідія Яновська у співпраці з редактором видавництва «Дніпро» Юлією Мороз вперше відновила авторські українізми в тексті твору (в попередніх публікаціях з вини редакторів подавалися в перекрученому вигляді).
До 1992 жила й працювала в Харкові, відтоді — в Ізраїлі.

## Відзнаки
Книгу Лідії Яновської «Записки про Михайла Булгакова» (Записки о Михаиле Булгакове) відзначено премією «Найкраща книжка року» Спілки російськомовних письменників Ізраїлю.

## Виноски
1. 1 2 3  свідоцтво про народження
2. ↑  Bibliothèque nationale de France BNF: платформа відкритих даних — 2011.
3. ↑   Булгаков М. А. Избранные произведения: В 2-х т. — К. : Днипро, 1989.
4. ↑  Яновская Л. Записки о Михаиле Булгакове. — М. : Текст, 2007. — С. 334.